# Verizam
Verizam je pokret i metoda u umjetnosti koje karakterizira težnja za što istinitijim predočivanjem, prikazivanjem ili izražavanjem stvarnosti. Nastao je u talijanskoj književnosti te se smatra talijanskom varijatnom naturalizma.
Izvorni naziv verismo potječe od talijanske riječi il vero: istinito. Za razliku od realizma verizam je u književnosti uglavnom zaokupljen ružnom i mračnom stranom života, po čemu je gotovo istovjetan s francuskim naturalizmom od kojega je i potekao. Veristički momenti su u umjetničkim djelima stari koliko i sama umjetnost, ali kao određeni pokret i metoda verizam je najbolje zastupan u talijanskoj književnosti 19. stoljeća.
Začetnik verizma je sicilijanski pisac Giovanni Verga koji u romanima i pričama nastalima 1880-ih bilježi težak život sicilijanskih siromaha. U djelu Nedda bespoštedno opisuje strasti tamošnjih seljaka. Značajni talijanski veristi su Luigi Capuana, Federico De Roberto, Gabriele d'Annunzio i Lorenzo Stecchetti, te kazališni pisci Vittorio Bersezio, Giuseppe Giacosa,  Marco Praga i Giacinto Gallina.

#### Verizam u glazbi
U glazbi verizam se razvio potkraj 19. stoljeća, najizrazitije u talijanskoj operi pod utjecajem istoimenog pokreta u književnosti i naturalizma. Javlja se kao reakcija na kasnoromantičku operu, poglavito na simbolistički misticizam Richarda Wagnera i njegovih sljedbenika, te se očitovao u težnji za naglašeno realističkim prikazivanjem ljudskih sudbina, njihovih elementarnih strasti, mračnih nagona i žestokih sukoba. Glazbena sredstva opernih verista osnivaju se na tradicionalnoj talijanskoj pjevnoj melodici, ali se zbog isticanja dramatičnih efekata, stil pjevanja udaljuje od bel canta. Prethodnice opernog verizma su relističke crte pojedinih Verdijevih djela (Traviata) te Bizetova Carmen.
Prve izrazito verističke opere su Cavalleria rusticana (1890.) Pietra Mascagnija prema istoimenoj noveli Giovannija Verge, i Pagliacci (1892.) Ruggera Leoncavalla na vlastiti libreto. Novela "Cavalleria rusticana" je bitno utjecala na talijansku operu, naročito na Puccinija, a kasnije i na pojavu neorealizma. Ostali predstavnici verizma su Francesco Cilea ("Adriana Lecouvreur"), Umberto Giordano ("Razbojništvo", "Fedora" i dr.), Franco Alfano ("Miranda"), Riccardo Zandonai ("Kućni Šturak").

#### U ostalim europskim zemljama
Talijanska opera dala je poticaja verizmu u njemačkoj operi. Zastupaju ga Leo Blech u djelima Aglaja i Cherubina, J. Forster: Ruža Pontevedre, Eugen d' Albert: U dolini, i drugi. U Francuskoj, Alfred Bruneau i Gustave Charpentier: Louise, izgrađuju svoj poseban verističko-relistički izraz. U Hrvatskoj verizmu se djelomično priklonio Blagoje Bersa u operi Oganj.
U likovnoj umjetnosti verizam je prisutan u djelima slikara Francesca Paola Michettija i kipara V. Vele. Elementi ovog pokreta povremeno se javljaju i u 20. stoljeću, primjerice u slikarstvu Georga Grosza.